# Trigonopterus toboliensis
Trigonopterus toboliensis – gatunek chrząszcza z rodziny ryjkowcowatych i podrodziny krytoryjków.

## Taksonomia
Gatunek ten opisany został po raz pierwszy w 2021 roku przez Radena P. Narakusumo i Alexandra Riedela na łamach „ZooKeys”. Jako miejsce typowe wskazano Kebun Kopi przy drodze z Donggali do Toboli, na terenie Palu w indonezyjskiej prowincji Celebes Środkowy. Epitet gatunkowy pochodzi od lokalizacji typowej.

## Morfologia
Chrząszcz o ciele długości od 2,9 do 3,1 mm, wysklepionym, w zarysie prawie rombowatym, ubarwionym czarno z rdzawymi czułkami i ciemnordzawymi odnóżami. Ryjek samca zaopatrzony jest w listewkę środkową i parę listewek przyśrodkowych. Epistom jest słabo widoczny. Powierzchnia przedplecza oprócz linii środkowej jest gęsto punktowana. Pokrywy mają nieregularne, małe punktowanie. Na wszystkich udach brak jest ząbka, a listewki przednio-brzuszne są karbowane. Tylna para odnóży ma na udach przedwierzchołkową łatkę strydulacyjną, a na goleniach bardzo delikatnie ząbkowaną krawędź grzbietową. Genitalia samca mają prącie o bokach prawie równoległych i pozbawionym szczecinek, wyposażonym w trójkątną wypustkę środkową szczycie. Aparat przenoszący jest kolcowaty, a przewód wytryskowy ma bulbus słabo widoczny.

## Ekologia i występowanie
Ryjkowiec ten zasiedla górskie lasy. Spotykany jest na rzędnych od 700 do 850 m n.p.m. Bytuje na listowiu roślinności.
Owad orientalny, endemiczny dla Celebesu, znany z dwóch stanowisk w prowincji Celebes Środkowy.